# Großer Zapfenstreich der Nationalen Volksarmee
De Große Zapfenstreich der Nationalen Volksarmee was de DDR-versie van Großer Zapfenstreich, een taptoe, die tussen 1981 en 1989 werd gehouden. Hoewel er veel elementen uit de traditionele Zapfenstreich terug te vinden waren, zoals deze midden 19e eeuw in Pruisen en later in het Duitse Rijk gehouden werden, was de inhoud duidelijk ideologisch beïnvloed.

## Ontstaan

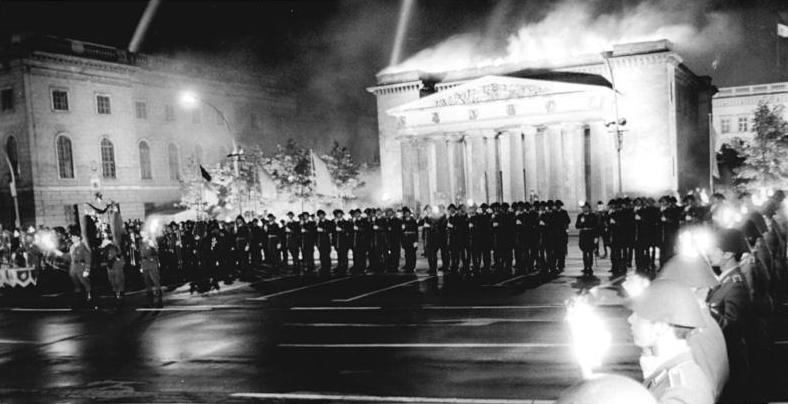
Großer Zapfenstreich 1974

Op 1 maart 1962, op de Tag der Nationalen Volksarmee, werd voor het eerst in de DDR een Großer Zapfenstreich genoemde openbare avondceremonie gehouden. Ondanks de benaming had het niet veel met de traditionele Zapfenstreichceremonie te maken, het ging vooral om een doorlopende uitvoering van marsmuziek, arbeidersliederen en het volkslied (Auferstanden aus Ruinen) als afsluiting. Het was een ceremonie die de naam van serenade beter zou passen. 
Op de tiende dag van de SED in 1981, in combinatie met het 25-jarige bestaan van de NVA, werd een compleet nieuwe vorm van de Großer Zapfenstreich gepresenteerd. Voor de muzikale samenstelling en uitvoering was de toenmalige Chef des Musikwesens der NVA, Oberst Gerhard Baumann, verantwoordelijk. De Große Zapfenstreich in zijn nieuwe vorm werd op 28 februari 1981 bij de Neue Wache (toentertijd het Mahnmal der Opfer des Faschismus und Militarismus) in Oost-Berlijn opgevoerd. Ook in het vervolg zou deze opvoering hier plaatsvinden. Gelegenheden voor deze festiviteiten waren op de Tag der NVA op 1 maart en de nationale feestdag op 7 oktober.
Voor het begin werd het volgende officieel mede gedeeld:
"Die NVA der DDR [...] verlieh dem "Großen Zapfenstreich" einen neuen Inhalt, verband ihn mit den demokratischen und humanistischen Traditionen der deutschen Militärgeschichte[...]. Er ist zudem im Ablauf attraktiver und bietet den stets zahlreichen Zuschauern ein noch eindrucksvolleres Erlebnis [als der ursprüngliche Große Zapfenstreich]."

## Programma
Aanwezig bij het Großen Zapfenstreichs der NVA waren altijd in ieder geval een Muziekkorps (meestal het Zentrale Orchester der NVA), een erebataljon van de NVA en een groep fakkeldragers.
- Marcheren naar de Großen Zapfenstreich onder muzikale begeleiding van NVA-Parademars Nr. 1
- Opstellen en aankomst van de fakkeldragers
- Muziek van de paradefanfare, naar Sovjet voorbeeld, en officieel appel
- Drumfanfare
- Pruisische Zapfenstreichmars (Muziekkorps)
- "Feestelijke Zapfenstreichmuziek" (Muziekkorps). De "Feeselijke Zapfenstreichmuziek" was een ongeveer 15 minuten durende samenstelling van traditionele arbeiders- en partijliederen (bijvoorbeeld "Wir sind des Geyers schwarzer Haufen", "Im Januar um Mitternacht", "Brüder zur Sonne, zur Freiheit" en het "Lied der Partei").
- Eren van het Opfer des Faschismus und Militarismus (Naar voren treden en laten zakken van de Truppenfahne voor het monument onder begeleiding van de traditionele Russische treurmars "Unsterbliche Opfer")
- Nationale volkslied van de DDR
- Zapfenstreichfinale (Bewerkte versie van het lied "Für den Frieden der Welt")
- Voorbij marcheren van het erebataljon en het muziekkorps voor het monument onder begeleiding van de Yorckscher Marsch